# Giovanni de Ventura
Pour les articles homonymes, voir Ventura.

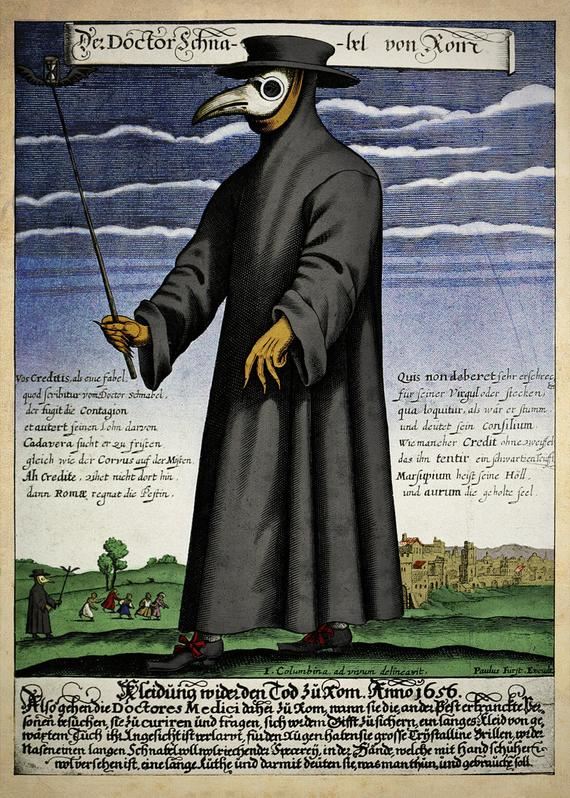
Médecin à bec (après 1656).

Giovanni de Ventura est un médecin de peste de la ville de Pavie. Il est un médecin diplômé et certifié d'une université.

## Le contrat de Ventura (1479)
Ventura vient de terminer ses études et souhaite commencer sa carrière médicale lorsqu'en 1479, il négocie avec la ville de Pavie un contrat très avantageux de seize clauses lui confiant la tâche de médecin de la peste chargé de soigner les pestiférés. Il s'agissait de médecins ou de chirurgiens, spécialement engagés par une ville ou un village infecté en période d'épidémie, qui étaient responsables du traitement des malades de la peste uniquement et devaient s'abstenir d'avoir des rapports avec le reste de la population.
Le salaire convenu était de 30 florins par mois, soit cinq à six fois celui gagné par un médecin expérimenté de l'époque,,. En outre, il se voit accorder la pleine citoyenneté, une maison meublée dans une zone appropriée totalement à la charge de la municipalité et un règlement de deux mensualités à la fin du contrat.
Le contrat stipule que Giovanni de Ventura ne devait pas exiger d'honoraires d'un pestiféré, puisque c'est la ville qui le payait, sauf si celui-ci le proposait librement. Si la ville comptait trop de pestiférés pour que son salaire puisse être versé, il était alors libre de partir sans autre obligation. De même, s'il recevait un salaire et mourait avant d'avoir accompli ses services normaux, ses héritiers n'étaient pas obligés de rendre une partie de ce salaire avancé.
Le plus important des « avantages » de son contrat avec la ville est peut-être la pleine citoyenneté de la ville. Cela lui donne la possibilité d'ouvrir un cabinet plus lucratif en ville à la fin de son contrat. Le contrat stipule qu'il doit traiter et prendre en charge tous les patients de la ville atteints de peste ou d'autres maladies infectieuses. Il doit voir les malades de la peste deux ou trois fois par jour ou plus si nécessaire. Ventura ne doit pas se déplacer dans la ville sans être escorté par un membre désigné de la ville afin de ne pas propager la maladie. Ventura ne peut voir que les patients atteints de la peste bubonique et il lui est interdit de voir des patients atteints d'autres maladies. Cela est couvert par la clause 16 de son contrat de 1479 avec la ville de Pavie :

« Le maître Giovanni ne doit pas être autorisé à se déplacer dans la ville pour soigner les malades, à moins d'être accompagné d'un homme spécialement désigné par la Communauté, »

En tant que médecin professionnel de l'époque, Giovanni de Ventura doit respecter certaines normes. Celles-ci comprennent des codes éthiques et une tenue professionnelle.

## Médecin à bec
La combinaison de protection que portaient les médecins de peste à l'époque comporte un masque ressemblant à un bec. Cependant, cette combinaison n'a été inventé que vers 1619 (pendant la Deuxième pandémie), et Giovanni de Ventura ne devait pas être concerné.
Le vêtement d'un médecin à bec se composait d'un lourd pardessus, en cuir ou en tissu huilé ou ciré, d'un masque aux ouvertures oculaires vitrées et d'un cône, en forme de bec, pour contenir des substances parfumées. Un pointeur de canne en bois était utilisé pour aider à examiner le patient sans le toucher.